# Championnat panaméricain d'échecs
Le championnat panaméricain d'échecs et le championnat continental américain d'échecs sont des tournois d'échecs organisés depuis 1945. Le championnat continental américain, créé en 2001, sert de tournoi zonal et les premiers joueurs sont qualifiés directement pour le championnat du monde de la Fédération internationale des échecs (jusqu'en 2004) ou la coupe du monde d'échecs (depuis 2005).
Un championnat panaméricain féminin existe depuis 1980 ainsi qu'un championnat continental américain féminin (depuis 2001), qualificatif pour le championnat du monde d'échecs féminin.

## Multiples vainqueurs
4 titres
- Julio Granda (Pérou, vainqueur, en 2007, 2011, 2012 et 2013)

4 titres chez les femmes
- Deysi Cori (Pérou), trois championnats continentaux (2011,  2016 et 2017)  et un championnat panaméricain (2016)

3 titres
- Eleazar Jiménez (Cuba, en 1963, 1966 et 1970)

3 titres chez les femmes
- Sulennis Piña Vega (Cuba, vainqueur en 2001, 2005 et 2006, deux championnats continentaux et un championnat panaméricain)

2 titres
- Lázaro Bruzón (Cuba, vainqueur en 2005 et 2011)
- Sam Shankland (États-Unis, en 2018 et 2025)

## Palmarès des championnats mixtes

### Championnats panaméricains de 1945 à 1970
| Édition Année | Édition Année | Lieu(x)                             | Champion         | Deuxième(s)                     | Troisième(s)                                          | Joueurs | Notes                                                                |
| ------------- | ------------- | ----------------------------------- | ---------------- | ------------------------------- | ----------------------------------------------------- | ------- | -------------------------------------------------------------------- |
| 1             | 1945          | Hollywood États-Unis                | Samuel Reshevsky | Reuben Fine                     | Herman Pilnik                                         | 13      | 4e : Al Horowitz 5e : Isaac Kashdan 6e : Héctor Rossetto             |
| 2             | 1954          | Hollywood États-Unis                | Arthur Bisguier  | Larry Evans                     | Nicolas Rossolimo Herman Steiner                      |         | Système suisse en 14 rondes                                          |
| 3             | 1958          | Bogota, Colombie                    | Óscar Panno      | William Lombardy Miguel Cuéllar |                                                       | 20      | 4e-5e : Miguel Najdorf et Arthur Bisguier 6e : Antonio Medina        |
| 4             | 1963          | La Havane, Cuba                     | Eleazar Jiménez  | Eldis Cobo                      | Alberto Foguelman René Letelier Olicio Gadia          | 14      | 6e : Jorge Cadena                                                    |
| 5             | 1966          | La Havane                           | Eleazar Jiménez  | Jesus Rodriguez                 | Carlos Cuartas Samuel Schweber Eldis Cobo Olavo Yépez | 20      |                                                                      |
| 6             | 1968          | Cárdenas, Matanzas Santa Clara Cuba | Sivino Garcia    | Olavo Yépez                     | Eleazar Jiménez                                       | 18      | 4e-5e : Eldis Cobo Héctor Rossetto                                   |
| 7             | 1970          | La Havane                           | Eleazar Jiménez  | Orestes Rodríguez (ex æquo)     | Eldis Cobo (ex æquo)                                  | 18      | 4e : Carlos Eleodoro Juarez 5e : Roman Hernandez 6e : Silvino Garcia |

### Championnats panaméricains depuis 1974
| Année | Lieu                   | Champion                                            | Deuxième(s)                                            | Troisième(s)                         | Joueurs | Notes                                |
| ----- | ---------------------- | --------------------------------------------------- | ------------------------------------------------------ | ------------------------------------ | ------- | ------------------------------------ |
| 1974  | Winnipeg, Canada       | Walter Browne                                       | Raúl Sanguineti                                        | Peter Biyiasas Alexandru Sorin Segal | 16      | 5e-6e : Eleazar Jiménez Oscar Castro |
| 1977  | Santa Cruz, Bolivie    | Herman C. van Riemsdijk                             | Gildardo García                                        | Pedoro Donoso                        | 16      |                                      |
| 1981  | San Pedro, Argentine   | Zenón Franco Ocampos                                | Miguel Quinteros Javier Campos Moreno Jaime Sunye Neto |                                      | 11      |                                      |
| 1987  | La Paz, Bolivie        | Pablo Ricardi                                       | Carlos Matamoros                                       | Manuel Abarca                        | 11      |                                      |
| 1988  | La Havane, Cuba        | Juan Borges                                         | Guillermo Garcia                                       | Amador Rodriguez                     | 18      | Système suisse                       |
| 1998  | San Felipe, Venezuela  | Alexander Ivanov                                    | Alexandre Le Siège                                     | Rafael Leitão Gildardo Garcia        | 10      |                                      |
| 2008  | Boca Raton, États-Unis | Jaan Ehlvest (7 / 9)                                | Alexander Ivanov Joshua Friedel                        |                                      | 63      | Système suisse                       |
| 2010  | Cali, Colombie         | Sergio Sanabria (7,5 / 9)                           | Isaan Ortiz Darcy Lima                                 |                                      | 67      | Système suisse                       |
| 2017  | Durango, Mexique       | Juan Carlos González Zamora (au départage, 6,5 / 9) | Winston Cu Hor (6,5 / 9)                               | Javier Benitez (6,5 / 9)             | 37      | Système suisse                       |

### Championnat continental américain mixte (depuis 2001)
En 2008 et 2010, des championnats panaméricains furent organisés dans l'intervalle entre deux championnats continentaux américains (voir section précédente).
| Édition Année | Édition Année | Lieu                              | Champion                                     | Deuxième(s) et troisième(s) | Joueurs inscrits | Notes |
| ------------- | ------------- | --------------------------------- | -------------------------------------------- | --- | ---------------- | --- |
| 1             | 2001          | Cali, Colombie                    | Alex Yermolinsky (8,5 / 11)                  | 2e-8e : Alexander Goldin Leinier Domínguez, Boris Gulko Alonso Zapata, Daniel Cámpora Alejandro Hoffman, Alexis Cabrera                                                                                   | 145              | |
| 2             | 2003          | Buenos Aires, Argentine           | Alexander Goldin (au départage) (8,5 / 11)   | 2e : Giovanni Vescovi (8,5 / 11) 3e-8e : Iván Morovic, Hikaru Nakamura Pascal Charbonneau, Lázaro Bruzón Alexander Onischuk , Yuri Shulman                                                                | 151              | |
| 3             | 2005          | Buenos Aires                      | Lázaro Bruzón (8,5 / 11)                     | Julio Granda, Gata Kamsky Giovanni Vescovi, Alexander Onischuk Gilberto Milos, Rubén Felgaer Gaston Needleman                                                                                             | 152              | Les sept premiers sont qualifiés pour la Coupe du monde. Sept joueurs disputent un départage rapide. Gaston Needleman (15 ans) finit dernier du départage. |
| 4             | 2007          | Cali                              | Julio Granda (au départage) (8 / 11)         | 2e-5e : Alexander Ivanov Varuzhan Akobian Darcy Lima, Eduardo Iturrizaga | 116              | 6e : Giovanni Vescovi 7e : Manuel León Hoyos (Cinq joueurs sont qualifiés pour la coupe du monde.)                                                         |
| 5             | 2009          | São Paulo, Brésil                 | Alexander Shabalov (au départage) (9 / 11)   | 2e : Fidel Corrales (9 / 11)3e-8e : Gomberto Milos, Julio Granda Diego Flores, Alexander Ivanov Mauricio Flores Rios, Joshua Friedel                                                                      | 263              | |
| 6             | 2011          | Toluca, Mexique                   | Lázaro Bruzón (au départage) (7,5 / 9)       | Mark Bluvshtein, Giovanni Vescovi Yuniesky Quezada | 218              | 5e-7e : Jorge Cori Fidel Corrales, Isan Ortiz Tournoi en 9 rondes.                                                                                         |
| 7             | 2012          | Mar del Plata, Argentine          | Julio Granda (au départage) (8,5 / 11)       | Alexander Shabalov Diego Flores, Eric Hansen Gregory Kaidanov | 202              | Les quatre premiers sont qualifiés pour la coupe du monde Flores est éliminé                                                                               |
| 8             | 2013          | Cochabamba, Bolivie               | Julio Granda (9,5 / 11)                      | 2e : Isan Ortiz (8,5 / 11) 3e-5e : Diego Flores, Jorge Cori Deysi Cori | 92               | |
| 9             | 2014          | Praia da Pipa Brésil              | Julio Granda (au départage) (8,5 / 11)       | 2e-6e : Samuel Shankland Alexander Shabalov, Rafael Leitão Isan Ortiz, Alan Pichot | 194              | |
| 10            | 2015          | Montevideo, Uruguay               | Sandro Mareco (au départage) (8,5 / 11)      | 2e : Yuniesky Quezada (8,5 / 11) 3e-10e : Jorge Cori, Diego Flores Frédérico Pérez Ponsa, Julio Granda Anton Kovalyov, Eduardo Iturrizaga Yuri Gonzalez Vidal, Salvador Alonso                            | 153              | |
| 11            | 2016          | San Salvador, Salvador            | Emilio Córdova (9 / 11)                      | 2e-3e : Aleksandr Lenderman Anton Kovalyov (8,5 / 11) | 78               | 4e-8e : Sandro Mareco, Alan Pichot Ivan Morovic, Diego Flores Winston Cu Hor                                                                               |
| 12            | 2017          | Medellín, Colombie                | Samuel Sevian (au départage) (8,5 / 11)      | Jorge Cori, Neuris Delgado Axel Bachmann, Emilio Córdova Lazaro Bruzon, Yusnel Bacallao Diego Flores | 256              | |
| 13            | 2018          | Montevideo                        | Samuel Shankland (9 / 11)                    | 2e : Diego Flores (8,5 / 11)3e-9e : Pablo Salinas, Sandro Moreco Brian Esclante, Jorge Cori Kevin Cori, Robert Hungaski Emilio Cordova                                                                    | 167              | |
| 14            | 2019          | São Paulo, Brésil                 | Eduardo Iturrizaga (au départage) (8,5 / 11) | 2e-4e : Neuris Delgado Yuri Gonzalez Vidal Sergio Duran Vega (8,5 / 11) | 219              | |
| 15            | 2022          | San Salvador                      | Timour Gareïev (9,5 / 11)                    | | 117              | |
| 16            | 2023          | Juan Dolio République dominicaine | Georg Meier                                  | |                  | |
| 17            | 2024          | Medelin, Colombie                 | Roberto Garcia Pantoja (9,5 / 11)            | Jeffery Xiong, Justin Wang, Cristóbal Henríquez Villagra Kirk Ghazarian, Renato Terry Luis Ernesto Quesada Pérez Faustino Oro, Fidel Corrales Jiménez, Lelys Stanley Martínez Duany, Diego Flores Quillas | 387              | |
| 18            | 2025          | Foz do Iguaçu, Brésil             | Sam Shankland (8,5/11)                       | Jose Martinez Alcantara, Alexandr Fier, Jose Cardoso, Cristobal Henriquez, Luis Paulo Supi, Santiago Avila (8,5/11)                                                                                       | 218              | |

## Palmarès des championnats féminins

### Championnat panaméricain féminin
La vainqueur du championnat panaméricain féminin reçoit le titre de grand maître international féminin.
| Édition Année | Édition Année | Lieu                | Championne                        | Fédération |
| ------------- | ------------- | ------------------- | --------------------------------- | ---------- |
| 1             | 1980          | Córdoba             | Edith Soppe (en)                  | Argentine  |
| 2             | 1996          | Bogotá              | Vivian Ramón Pita                 | Cuba       |
| 3             | 1997          | Mérida              | Claudia Amura                     | Argentine  |
| 4             | 1998          | San Felipe          | Sabina Hernández Penna            | Argentine  |
| 5             | 1999          | San Felipe          | Yadira Hernández                  | Mexique    |
| 6             | 2000          | Mérida              | Maritza Arribas Robaina           | Cuba       |
| 7             | 2006          | San Salvador        | Sulennis Piña Vega                | Cuba       |
| 8             | 2008          | San Salvador        | Zirka Frometa                     | Cuba       |
| 9             | 2010          | Campinas            | Yanira Vigoa                      | Cuba       |
| 10            | 2012          | Montevideo          | Carla Heredia Serrano (en)        | Équateur   |
| 11            | 2014          | Palmira             | Beatriz Franco (ru)               | Colombie   |
| 12            | 2016          | Manzanillo, Mexique | Deysi Cori                        | Pérou      |
| 13            | 2017          | Durango, Mexique    | Alejandra Guerrero Rodríguez (en) | Mexique    |

### Championnat continental américain féminin (depuis 2001)
Le Championnat continental féminin sert de tournoi zonal pour le championnat du monde d'échecs féminin depuis 2001.
| Édition Année | Édition Année | Lieu                                      | Championne                              | Fédération |
| ------------- | ------------- | ----------------------------------------- | --------------------------------------- | ---------- |
| 1             | 2001          | Mérida, Venezuela                         | Sulennis Piña Vega                      | Cuba       |
| 2             | 2003          | San Cristóbal, Venezuela                  | Rusudan Goletiani                       | États-Unis |
| 3             | 2005          | Guatemala                                 | Sulennis Piña Vega                      | Cuba       |
| 4             | 2007          | Potrero de los Funes, San Luis, Argentine | Marisa Zuriel (en) (après un départage) | Argentine  |
| 5             | 2009          | Cali, Colombie                            | Martha Fierro                           | Équateur   |
| 6             | 2011          | Guayaquil, Équateur                       | Deysi Cori                              | Pérou      |
| 7             | 2014          | Villa Martelli, Argentine                 | Carolina Luján                          | Argentine  |
| 8             | 2016          | Lima, Pérou                               | Deysi Cori                              | Pérou      |
| 9             | 2017          | Villa Martelli, Argentine                 | Deysi Cori                              | Pérou      |
| 10            | 2019          | Lima, Pérou                               | Maïli-Jade Ouellet                      | Canada     |
| 13            | 2022          | Cuenca, Équateur                          | Jennifer Perez Rodriguez                | Paraguay   |
| 14            | 2023          | La Havane, Cuba                           | Candela Francisco                       | Argentine  |